# 6793 Palazzolo
6793 Palazzolo este un asteroid din centura principală de asteroizi.

## Descriere
6793 Palazzolo este un asteroid din centura principală de asteroizi. A fost descoperit pe 30 decembrie 1991 la Bassano Bresciano de Observatorul din Bassano Bresciano. Asteroidul prezintă o orbită caracterizată de o semiaxă mare de 2,68 ua, o excentricitate de 0,16 și o înclinație de 4,9° în raport cu ecliptica.